# Caenobrunettia carioca
Caenobrunettia carioca är en tvåvingeart som beskrevs av Freddy Bravo 2003. Caenobrunettia carioca ingår i släktet Caenobrunettia och familjen fjärilsmyggor. Inga underarter finns listade i Catalogue of Life.